# Gasparia mangamuka
Gasparia mangamuka är en spindelart som beskrevs av Forster 1970. Gasparia mangamuka ingår i släktet Gasparia och familjen Desidae. Inga underarter finns listade i Catalogue of Life.